# Amplinus manni
Amplinus manni är en mångfotingart som beskrevs av Chamberlin 1922. Amplinus manni ingår i släktet Amplinus och familjen Aphelidesmidae. Inga underarter finns listade i Catalogue of Life.